# Nez̧ām Maḩalleh
Nez̧ām Maḩalleh (persiska: نظام محله, تَپِّه, تپه سر) är en ort i Iran.   Den ligger i provinsen Mazandaran, i den norra delen av landet, 240 km nordost om huvudstaden Teheran. Nez̧ām Maḩalleh ligger 54 meter över havet och antalet invånare är 895.
Terrängen runt Nez̧ām Maḩalleh är varierad.Runt Nez̧ām Maḩalleh är det ganska tätbefolkat, med 72 invånare per kvadratkilometer. Närmaste större samhälle är Now Kandeh, 10,8 km öster om Nez̧ām Maḩalleh. I omgivningarna runt Nez̧ām Maḩalleh växer i huvudsak blandskog.